# Ландьона
Ландьона (итал. Landiona) — коммуна в Италии, располагается в регионе Пьемонт, в провинции Новара.
Население составляет 587 человек (2008 г.), плотность населения составляет 84 чел./км². Занимает площадь 7 км². Почтовый индекс — 28060. Телефонный код — 0321.
Покровителями коммуны почитаются святые апостолы Пётр и Павел, празднование в третье воскресение июля.

## Демография
Динамика населения:

## Администрация коммуны
- Официальный сайт: http://www.comune.landiona.no.it/